# Raimondas Šukys
Raimondas Šukys (ur. 27 października 1966 w Szawlach) – litewski prawnik i polityk, minister spraw wewnętrznych w latach 2006–2007, minister zdrowia od 2010 do 2012.

## Życiorys
W 1992 ukończył studia na Wydziale Prawa Uniwersytetu Wileńskiego, a w 1996 ukończył tam studia doktoranckie. W latach 1992–2004 pracował jako asystent w Katedrze Prawa Cywilnego Wydziału Prawa Uniwersytetu Wileńskiego.
W latach 1985–1987 odbywał służbę wojskową w Armii Radzieckiej. Pracował jako prawnik w redakcji dziennika „Šiaulių kraštas” w latach 1991–1992 oraz w firmie doradczej „Verslo raktas” w latach 1992–1993. Przez rok był referentem frakcji parlamentarnej Litewskiej Demokratycznej Partii Pracy, zaś od 1994 do 1997 doradcą sejmowej komisji śledczej ds. przestępstw gospodarczych. W latach 1998–1999 zajmował stanowisko konsultanta prawnego w spółce „BNA grupė”, następnie do 2000 doradcy ds. prawa cywilnego w Departamencie Prawa i Ustawodawstwa Kancelarii Rządu.
Pracował w sztabach wyborczych Valdasa Adamkusa w trakcie kampanii prezydenckich. W 2000 został wybrany do Sejmu jako kandydat Litewskiego Związku Liberałów, do którego należał od 1997. Od 2000 do 2001 przewodniczył sejmowej Komisji Prawa i Ustawodawstwa, a w latach 2001–2004 pełnił funkcję jej wiceprzewodniczącego. W latach 2002–2003 był także radnym Wilna. W 2004 ponownie uzyskał mandat posła jako kandydat Związku Liberałów i Centrum, do ugrupowania tego wstąpił w 2003. W latach 2004–2006 był wiceprzewodniczącym Komisji Prawa i Ustawodawstwa.
18 lipca 2006 został powołany na stanowisko ministra spraw wewnętrznych w rządzie Gediminasa Kirkilasa. 12 listopada 2007 podał się do dymisji w związku z wypadkiem samochodowym spowodowanym przez funkcjonariusza policji. 16 listopada tego samego roku prezydent Valdas Adamkus przyjął dymisję. Raimondas Šukys pełnił obowiązki ministra do 10 grudnia 2007.
W wyborach parlamentarnych w 2008 ponownie został deputowanym (z listy partyjnej LiCS). 18 listopada 2008 objął stanowisko wiceprzewodniczącego Sejmu. 10 marca 2010 został ministrem zdrowia w rządzie Andriusa Kubiliusa. W 2012 jego partia nie przekroczyła wyborczego progu i nie uzyskała poselskiej reprezentacji. W grudniu tego samego roku Raimondas Šukys zakończył urzędowanie na stanowisku rządowym.
W latach 2013–2018 pełnił funkcję kontrolera sejmowego, a w 2019 został zatrudniony w oddziale urzędu pracy w Szawlach na stanowisku dyrektora departamentu obsługi klientów. Dołączył później do formacji Świt Niemna, w wyborach w 2024 z jej ramienia ponownie został wybrany do Sejmu.

## Odznaczenia
- Krzyż Komandorski Orderu „Za Zasługi dla Litwy” – 2008[5]
- Medal Rady Bałtyckiej – 2006[6]